# كلب تشونغتشينغ الصيني
كلب تشونغتشينغ الصيني ، المعروف باسم كلب مدينة سيتشوان الشرقية ( الصينية : 川东 猎犬) في الصين ، هو سلالة كلب أصلها من مدينة سيتشوان بجنوب غرب الصين وتشونغتشينغ. وسلالة كلب تشونغتشينغ غير مُعترف بهِ من قبل الاتحاد الدولي للكلاب (FCI)، لكنها تُعرف باعتبارها سُلالة وطنية من قبل اتحاد بيت الكلب الصيني (CKU)، الذي يُمثل الصين في الاتحاد الدولي.
الأسلاف المباشرون لكلب تشونغتشينغ هم سلالات محلية من المناطق المجاورة لتشونغتشينغ، وهذه السلالات هي داتشو وهيتشوان ويونغتشوان ولينغشوي وجوانان، وتُعرف هذه السلالات مُجتمعة باسم «تشونغتشينغ دوغ». تم تطوير كلب تشونغتشينغ على الصيد في جبال شرق سيتشوان. وبسبب التحضّر فقدوا هدفهم الرئيسي لذلك انخفض أعدادهم بسرعة. ومع ذلك، تمت استعادة السلالة في السبعينيات وأصبحت من الكلاب ذات الاستخدامات الشعبية مُنذ ذلك الحين.

## الأصل والتاريخ
يتمتع كلب تشونغتشينغ بتاريخ طويل، ويُعتقد الآن أنه نشأ منذ حوالي 2000 عام في تشونغتشينغ، وهي منطقة جنوب غرب الصين. عَثر علماء الآثار على مقبرة لأسرة هان الغربية (حوالي 202 قبل الميلاد إلى 8 م) في منطقة جيانغباي في تشونغتشينغ في 20 أبريل 2000. وعُثِر على عدد كبير من تماثيل الكلاب الخزفية التي تشبه كلب تشونغتشينغ هناك. يصف معيار سلالة الكلاب الإقليمية من المناطق المجاورة لـ داتشو و هيشوان و يونغ شوان و لونغشوي لي وغوانغان كأسلاف مباشرة للسلالة تشونغتشينغ، والتي يشار إليها مُجتمعة باسم كلاب تشونغتشينغ. تم استخدامها للصيد في المناطق الجبلية بشرق سيتشوان. بمرور الوقت، فقدت هذه الأنواع من الكلاب مناطق تربيتها وبالتالي أهميتها، وانخفض أعدادها بشكلاً ملحوظ. بدءًا من السبعينيات، تم تطوير السلالة وأصبحت كلبًا عاملاً مشهورًا.

## الوصف والطباع
يوصف بأنه كلب مُخلص وذكيّ وشُجاع، قد يكون كلب تشونغتشينغ محميًا من أفراد أسرته وأصحابه، لكن إذا كان الشخص الغريب لطيفًا مع الكلب وكان المالك حاضرًا، سينمو الكلب ليحترمه. وهو عادتاً رفيق عائلي جيد. ومع ذلك، يقال إن هذه الكلاب حذرة من الغرباء المجهولين، وإذا شعرت بالخوف، فستستعد للهجوم إذا تم اتخاذ أي خطوات خاطئة أو أعمال مشبوهة.
يصل طول كلب تشونغتشينغ إلى 45 سم، وهو كلب متوسط الحجم، يبلغ متوسط وزنه 14-25 كجم وجسمه عضلي ويمتلك قوة رائعة بالنسبة لحجمه.الرأس ضخم نوعًا ما بالنسبة إلى الجسم، مع توقف واضح وجبهة مُجعّدة. الأذنان صغيرتان ومنتصبتان تتجهان إلى الأمام. كما هو الحال مع كلب التشاو تشاو أو كلب شار بي. في المنزل، ينقسم هذا الصنف إلى 3 أنواع فرعية: صغيرة ، متوسطة ، كبيرة.
تُستخدم كلاب تشونغتشينغ في المنزل والحراسة والصيد.

## روابط خارجية
- الصين الأصلية تولد نادي المحافظة (CKU) تولد قياسي